# 安川ロジステック
株式会社安川ロジステック（やすかわロジステック、英: YASKAWA LOGISTEC CORP.）は、福岡県北九州市に本社を置く安川電機グループの物流会社である。

## 概要
1976年3月に安川電機の物流子会社として設立される。
主に大型機械や電子部品を取り扱い、総合物流サービスを展開している。

## 沿革
- 1976年3月 - 安川物流株式会社 設立
- 1992年4月 - 安川物流株式会社を株式会社安川ロジステックに社名変更
- 1995年4月 - 株式会社安川電機より海外業務移管により国際事業部発足
- 2003年3月 - 資本金2億円に増資
- 2017年9月 - 株式会社安川トランスポートに株式会社東京安川トランスポート、株式会社ワイ・エム・トランスポートを合併[1]
- 2022年3月 - 安川トランスポート全株式をニッコンホールディングスへ譲渡[2][3]。

## 子会社
- 株式会社安川パッケージング - 輸出梱包・構内作業